# Jean Baptiste Descarriéres de Longueville
Jean Baptiste Descarriéres de Longueville (født 1699 i Flandern, død 27. januar 1766) var en franskmand i dansk militær tjeneste.
Han var havearkitekt og kom til landet 1738 på anbefaling af landgreve Carl af Hessen-Philippstal og udførte bl.a. haven på Lerchenborg (nu forsvundet). Inden da arbejdede han på opførelsen af Christiansborg Slot. Det vides, at efteråret 1747 kom de Longueville til det næsten færdigbyggede slot nær Kalundborg. Han gik i gang med at realisere og videreudvikle general Christian Lerches allerede skitserede plan for det store barokanlæg, der blev et af landets fineste.
Longuevilles karriere fortsatte dog i militær retning, og han opnåede rang af generalmajor i Ingeniørkorpset. Sammen med Samuel Christoph Gedde udførte han 1756 et forslag til en galejhavn ved Nivå, der dog ikke kom til udførelse.
Han blev, sammen med ingeniørofficer Johann Friedrich Oettinger, på direkte anbefaling af overkrigssekretær, general Poul Vendelbo Løvenørn sendt til sultanen af Marokko for at skaffe en handelsaftale, men efter uvenskab med sultanen blev han og 40 af hans mænd arresteret og måtte befries af en dansk eskadre.
Longueville blev 8. december 1763 gift på Enrum med Anna Maria de Longueville, der var enke efter to tidligere ægteskaber. De er begge begravet i krypten under Christians Kirke.

## Værker
- Æresport, Dydens Tempel, opstillet ved Børsen til Christian 6.s ligfærd (1748, s.m. historikeren Terkel Klevenfeldt)
- Plan til Lerchenborg Have (1747, plan, Nationalmuseet)
- Udkast til befæstning af Nivå (1756, plan s.m. Samuel Christoph Gedde, Det Kongelige Bibliotek)
- Opmåling og forslag til udbedring af fæstningen Fredrikstad, Kongsten (1757, s.m. oberstløjtnant de Saint-Guedal og major von Dilleben)